# Membership Training

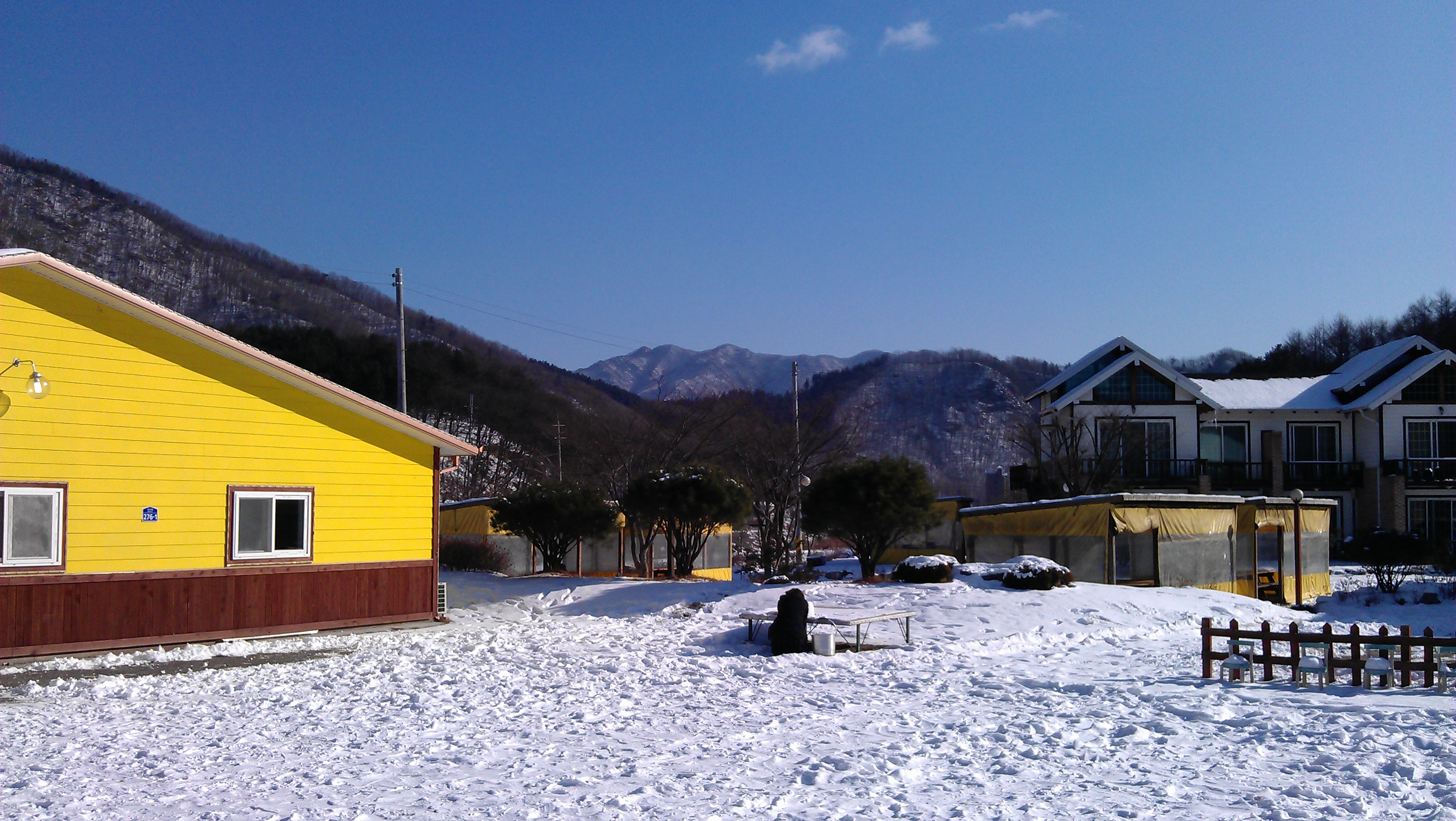
Mokkoji-ro in Daeseong-ri wo viele MTs stattfinden.

Membership Training (meist nur MT 엠티 genannt) ist ein Teil der südkoreanischen Kultur, bei dem eine Gruppe von Personen für einen oder mehrere Tage zusammen weggehen und Teambuilding-Aktivitäten unternehmen. Vor allem werden diese zum Semesteranfang während der Orientierungsphase an südkoreanischen Universitäten von Studenten-Clubs und -Vereinigungen abgehalten. Eine große Rolle dabei spielt, eine Beziehung zwischen den höheren Semestern und den neuen Studenten aufzubauen und diese zu stärken. Das Trinken von Alkohol gilt in Südkorea als wichtiges Element um sich besser kennenzulernen, weshalb gerade bei Studenten-MTs viel getrunken wird. Da die jüngeren Studenten noch nicht so viel Alkohol vertragen und diese von den älteren Studenten oftmals zum Trinken gezwungen werden, hört man in den Nachrichten immer wieder von Todesfällen bei den MTs. Da die verbleibenden alkoholischen Getränke nach den MTs mit zu den Universitätscampussen gebracht werden, hat die südkoreanische Regierung beschlossen, Alkoholkonsum an Campussen ab April 2013 zu verbieten. Jedoch werden MTs nicht nur von Studenten abgehalten; auch Unternehmen oder religiöse Organisationen nutzen diese, um den Zusammenhalt zu stärken. Diese legen ihren Schwerpunkt auf Teambuilding und Aktivitäten anstatt auf Trinken. Neben Trinkspielen und Teambuilding wird beim Membership Training Essen gemeinsam zubereitet und verspeist. Oft endet ein Membership Training mit „rolling paper“: Die Teilnehmer schreiben Briefe an andere Teilnehmer und drücken etwas aus, das sie empfunden haben, z. B. „Du bist sehr gut im Organisieren“ oder „Du warst nett zu den neuen Studenten und hast ihnen sehr oft geholfen.“
Veranstaltet werden MTs eher in ländlichen Gebieten in Hütten. Bekannte Orte dafür sind Daeseong-ri in Gyeonggi-do und Gangchon in Gangwon-do. Die Hütten sind mit einer Fußbodenheizung ausgestattet. Geschlafen wird auf dem Boden mit zwei Decken und einem Kissen pro Person.